# Asociación Administrativa de Atletismo de Jamaica
La Asociación Administrativa de Atletismo de Jamaica (en inglés: Jamaica Athletics Administrative Association - JAAA) es el organismo rector nacional de atletismo, que incluye atletismo, carrera de larga distancia y marcha atlética en Jamaica. La asociación tiene su sede en Kingston. A partir de diciembre de 2020, el presidente de la asociación es Garth Gayle. quien sucedió a Warren Blake el presidente interino en noviembre de 2011 después de la repentina muerte del predecesor de Blake, Howard Aris, y reelegido en noviembre de 2012.
El atletismo, en particular la carrera de velocidad, es considerado un deporte nacional en Jamaica. La asociación tiene el objetivo de promover, desarrollar y regular el atletismo amateur en Jamaica, así como brindar instrucción y enseñanza del atletismo a maestros, entrenadores, monitores y atletas. Organiza concursos y eventos en Jamaica al tiempo que establece normas y reglamentos y ofrece recompensas a los ganadores.

## Historia
La historia del atletismo en Jamaica se remonta al año 1910, fecha de inicio de los Campeonatos Interescolares (CHAMPS). La JAAA se constituyó como Asociación Atlética Amateur de Jamaica en 1932 y se afilió a la IAAF en 1948. En febrero de 2011, su nombre se cambió a Asociación Administrativa Atlética de Jamaica, conservando así el acrónimo JAAA.

## Afiliaciones
La JAAA representa a Jamaica en las siguientes organizaciones internacionales:
- Asociación Internacional de Federaciones de Atletismo (IAAF)
- Asociación de Atletismo de Norteamérica, Centroamérica y el Caribe (NACAC)
- Asociación Panamericana de Atletismo (APA)
- Confederación Centroamericana y del Caribe de Atletismo (CACAC)

Además, forma parte de la Asociación Olímpica de Jamaica (JOA).